# ひとりぼっちの青春
『ひとりぼっちの青春』（ひとりぼっちのせいしゅん、原題：They Shoot Horses, Don't They?）は、1969年制作のアメリカ合衆国の映画。
ホレス・マッコイの小説『彼らは廃馬を撃つ』を原作とし、シドニー・ポラックが監督した。
第42回アカデミー賞で9部門にノミネートされ、ギグ・ヤングが助演男優賞を受賞したほか、第35回ニューヨーク映画批評家協会賞主演女優賞（ジェーン・フォンダ）、第27回ゴールデングローブ賞で5部門にノミネートされ、助演男優賞（ギグ・ヤング）を、第23回英国アカデミー賞で5部門にノミネートされ、助演女優賞（スザンナ・ヨーク）を受賞、ナショナル・ボード・オブ・レビュー賞 作品賞を受賞した。

## あらすじ
1932年、大恐慌時代のアメリカ西部・ハリウッドに程近い海岸のダンスホールで賞金のかかったダンス・マラソン大会がプロモーター・ロッキーの主催のもと、開催される。それは1時間50分踊って、10分休憩し、昼夜ぶっ通しで踊り続け、最後に残った者に賞金が与えられるという、過酷なものであったにもかかわらず、金目あての大衆に大人気だった。
しかし、その催し物は必死に踊り続けるのは、老水兵や身重の女、スター志願の女優など様々であった。そんな中、失業者のロバートとグロリアはなりゆきでパートナーを組むことになる。
大会は次第に悲惨な様相を呈してくるが、主催者や観客は狂ったように出場者を煽る。脱落者が続々と出る中、ロバートとグロリアはヘトヘトになりながらも踊り続けるが、ここでロッキーから、結婚式を挙げれば1,000ドルの報酬を出すという話が持ち上がる。しかしそれは、優勝したとしても賞金から諸経費を引かれ、たいした金額にならない事が分かる。2人の精神状態はついに限界に達し、グロリアはロバートに殺してほしいと頼み、彼はその通りにする。
駆け付けた警官に対し、ロバートは幼少期に見た馬が殺される場面を思い出し、「廃馬は撃つものでしょう？」と語る。

## キャスト
※括弧内は日本語吹替（初回放送1978年3月26日『日曜洋画劇場』）
- グロリア：ジェーン・フォンダ（小原乃梨子）
- ロバート：マイケル・サラザン（井上真樹夫）
- ロッキー：ギグ・ヤング（大平透）
- アリス：スザンナ・ヨーク
- ハリー：レッド・バトンズ
- ルビー：ボニー・ベデリア
- ジェームズ：ブルース・ダーン
- マックス：アート・メトラーノ